# Jordan Green
Jordan Green (Flower Mound, 5 maggio 1993) è un ex cestista statunitense.